# Seka
Seka (eredeti nevén Dorotheia (Dorothea) Ivonniea Hundley Patton) (Radford, Virginia, 1954. április 15. –) amerikai pornószínésznő, fotómodell, sztriptíztáncosnő, alkalmilag filmrendező.
Pornószínésznőként 1974-ben debütált, egy szűk évtized alatt számos kisebb és első vonalbeli film főszerepét játszotta. Világhírnevet szerzett, az 1980-as évek elejére a pornográf filmvilág egyik legismertebb és legnépszerűbb sztárjává avanzsált. Önmagát szívesebben nevezi „szex-előadóművésznek” (sex performer). 1983-ban átmenetileg visszavonult a filmezéstől, fotómodellként és sztriptíz táncosnőként működött. Az 1990-es években csak szórványos filmszerepeket kapott, korábbi filmjeleneteit felújítva számos válogatásba foglalva máig rendszeresen kiadják. A pornó miliőben sikeres rajongói klubot tart fenn. Számukra 2007-ben egy exkluzív online szexfilmet készített saját közreműködésével. Hírek szerint 2011-ben újabb filmszerepre szerződtették.

## Élete

### Ifjúsága
Doroth(i)ea H. Patton a Virginia állambeli Radford településen született. Középiskoláit Hopewellben végezte. A 177 cm magas, platinaszőke hajú Dorothea már tizenéves iskolásként több helyi szépségversenyen első helyezést ért el, elnyerve többek között a „Miss Hopewell High School” és a „Miss Southside Virginia” címeket. Ekkoriban ismerkedett meg Ken Yontzcal, aki később a férje lett. Az ő hatására a tizenéves Dorothea Patton az 1970-es évek elején egy szexboltban kezdett dolgozni, majd Yontz támogatásával önállóan is vezetett ilyen boltot. Úgy ítélték, sok a silány minőségű, gyenge színészi teljesítményt mutató szexfilm és magazin, de színvonalas minőségű anyagokkal az üzletágból komoly pénzt lehet csinálni. Dorothea igazi pornósztárrá akart válni, a pár ezért Las Vegas agglomerációs körzetébe (Las Vegas Metropolitan Area) utazott, hogy felvegyék a kapcsolatot a filmiparral.
Dorothea Las Vegasban állt modellt meztelen próbafotókhoz, majd visszaköltözött Virginiába. A fotók meghozták számára az első szerepajánlatot egy rövid pornófilmjelenetben, amelyet Baltimore-ban forgattak le, valószínűleg még Dorothea 18. életévének betöltése előtt. (Későbbi interjúiban úgy mondta, a felvételek 1974-ben, tehát már 20 éves korában készültek). Ezután mindketten Los Angelesbe költöztek, hogy Dorothea pornófilm-színésznői karrierjét építhessék. Első filmszerepeiben Dorothea a „Sweet Alice” vagy a „Linda Grasser” művésznevek egyike alatt szerepelt.

## Pornószínésznői pályája
Az 1970-es évek végén Dorothea Patton felvette a „Seka” művésznevet. A szó jelentése a dél-afrikai sesotho nyelven „jelkép”, „szimbólum”, tehát „beszélő név” egy önmagát a szex megtestesült szimbólumaként hirdető pornósztár (mai szóval „szex-ikon”) számára. Más források szerint a Seka művésznevet egyik barátnőjétől kölcsönözte, aki egy Las Vegas-i játékkaszinó blackjack asztalánál dolgozott, mint osztó (dealer).
Seka akkor került a pornó-miliőbe, amikor a pornográf filmkészítők átváltottak az addig általánosan elterjedt 35 mm-es filmről a videókazettára, a pornófilmek terjedése robbanásszerűen megnőtt. Az egyre szélesebb körben elérhető szexfilmek korszakában megjelenő Seka (kortársnőivel együtt) gyorsan ismertséget szerzett, és sztárrá vált. Nagy áttörését az 1978-as év hozta el: ekkor jelentek meg „Dracula Sucks” (más címen „Lust At First Bite”), és „Blonde Fire” című szexfilmjei, amelyekben Seka John Holmes-szal közös jelenetekben szerepelt. Kirobbanó sikereket arattak. A pornográf filmipar történetének legismertebb tartós párosává váltak, közös „mutatványaik” Sekát hírneves sztárrá tették.
Seka 1980-ban 24 filmben, 1981-ben újabb 37 filmben kapott főszerepet. Filmjei a népszerűségi listák elejére kerültek. Annyira ismertté vált, hogy a filmrendezők szívesen tették az ő nevét a főcímbe, hogy növeljék a film eladhatóságát („Inside Seka”, „Taste of Seka”, „Rockin With Seka”, „Seduction of Seka”, „Seka’s Teenage Diary”, „My Sister Seka”). Ez az időszak volt pályájának csúcsa, ekkor kereste a legtöbb pénzt.
Sokoldalú szex-szereplőként forgatott leszbikus és anális szexjeleneteket, „csinált” hardcore csoportszexet, használt különféle műeszközöket. Vonzerejét növelte, hogy akkoriban még feltűnő módon fanszőrzetét teljesen leborotválta. Az amerikai pornószakmában ez csak másfél-két évtized múlva vált megszokottá. Seka filmjeinek többségét a Swedish Erotica cég készítette, ezekben Seka jellegzetes nyaksáljában mutatkozik, ami személyének szinte jelképévé vált.

### Visszavonulása
Az 1980-as évek közepére Seka – csaknem 200 pornográf videofilm-szereppel a háta mögött – a legsikeresebb pornósztárok egyikének számított. Ebben része volt férjének, Ken Yontznak és Seka chicagói menedzserének, akit később csak „Dead Fred”-ként aposztrofált. Ken Yontz-cal kötött instabil házassága ugyanekkor, Seka karrierjének csúcsán bomlott fel.
1982-ben Seka abbahagyta a filmszereplést, mondván, „nem kapna érte annyi pénzt, amennyit akarna.” Chicagóba költözött, a következő csaknem 25 évben itt élt. Sztriptíz fellépéseket vállalt, meztelen fotómodellként dolgozott, és beindította saját rajongói klubját, amely hamarosan jövedelmező vállalkozássá nőtt. Jóval később Seka azt nyilatkozta, hogy a HIV-vírus rohamos terjedését látva döntött úgy, hogy felhagy a hardcore szexjelenetekben való szerepléssel. (Legfontosabbnak tartott partnere, John Holmes AIDS-ben hunyt el 1988-ban).

### Visszatérései
Az 1980-as évek közepén Seka két filmszerepben jelent meg. 1985-ben a Blond Heat c. filmben, ahol John Leslie partnere volt, és az 1986-ban forgatott „Careful he May be Watching” címűben. Az 1990-es évek elején ismét szerepelt néhány pornófilmben. Megjelent az American Garter (1993), az On White Satin (1995) és a Prisoner of Paradise (1995).
2002-ben Christian Hallman és Magnus Paulsson svéd filmrendezők dokumentumfilmet forgattak a szexbálvánnyá lett Seka életéről és nézeteiről, „Desperately Seeking Seka” (Kétségbeesve keresem Sekát) címmel. A cím célzás Susan Seidelman 1985-ben forgatott romantikus filmvígjátékára, a „Desperately Seeking Susan” (Kétségbeesve keresem Susant)-ra, amelynek főszereplői Rosanna Arquette és Madonna voltak. A svédek filmjében Seka filmes szexpartnerei is nyilatkoztak, köztük Ashlyn Gere, Veronica Hart, Nina Hartley, Serenity, John Leslie, Peter North, Randy West és mások. Az elkészült filmet először Svédországban mutatták be. Megfordult nemzetközi filmfesztiválokon is, de nem kapott díjat.
2005-ben Seka Chicagóból a Missouri állambeli Kansas Citybe költözött. Rajongói klubja számára saját weboldalt épített fel. 2007 februárjában interjút adott a The Pitch c. helyi alternatív hírlapnak, amelyben elmondta, hogy a honlapját látogatók kívánságának eleget téve, nemrég készíttetett egy új hardcore filmjelenetet, amelyben ő maga szerepel, csaknem 15 évnyi szünet után, 52 éves korában. A clip csak a fizetős weblapon keresztül tekinthető meg.
Sajtóhírek szerint 2010-ben Seka szerepet kapott Thomas J. Churchill filmrendező 2011-ben bemutatandó erotikus thrillerében, a Cold Plastic-ban, Brad Loree, Chasey Lain és a veterán Ron Jeremy partnereként.
Filmszerepeiért Seka több díjat kapott, így az Adult Video News díját (AVN Award), és a pornókritikusok szervezetének, az X-Rated Critics Organization, XRCO) díját is, így mindkét szervezet „dicsőségtábláján” (Hall of Fame) szerepel.

### Szereplései a médiában

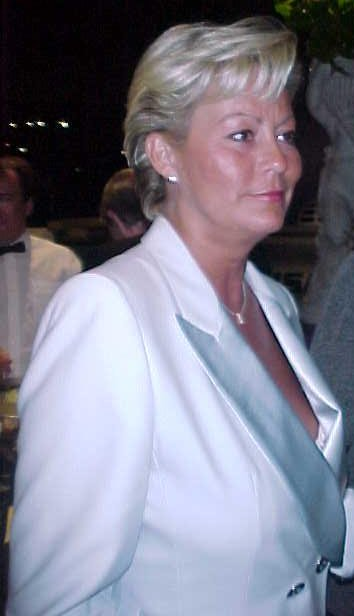
Seka 2000-ben

Karizmatikus személyisége és széles körű ismertsége révén Seka az underground szubkultúra egyik szimbólumává vált. Nina Hartley-hoz és Ona Zee-hez hasonlóan sok televíziós beszélgető műsorban jelent meg, ahol a pornográf filmipar szócsöveként és védelmezőjeként nyilatkozott. 1997-ben Seka egy chicagói rádióadón a „Let's Talk About Sex” (Beszéljünk a szexről) című beszélgető műsor háziasszonya lett. A szombat éjszakánként jelentkező műsort három éven át vezette. Kiállt a pornóiparban elterjedt drogozás ellen.
Megnyilvánulásaiban Seka nem határolódik el korábbi pornós múltjától, ügyes üzletasszonyként továbbra a szexiparból él, a rajongói klubjához kötődő üzletekben kedvét leli. (Hozzáállása élesen különbözik pl. Traci Lordstól, aki vele egy időben lett sztárrá, 100-nál több sikeres filmben szerepelt, de ezek nagy részét kiskorúként, drogok hatása alatt, a rendezőknek kiszolgáltatva tette. Ő később átszállt a normál előadóművészi pályára, és megtagadja életének első szakaszát, amelyet a pornográf ipar sötétebbik oldalán töltött.)
Seka mindkét világban otthonosan mozog, általános ismertsége már az 1980-as évek végén bizonyos átjárhatóságot teremtett a pornó és a „mainstream” miliő között. (Az 1990-es években ez az „átjárás” már megszokottá vált, Seka nyomdokán haladt pl. Jenna Jameson is).
Veterán pornószínésznőként interjúiban Seka gyakran nyilatkozik filmbéli szexpartnereiről. Férfi kedvenceiként elsősorban a különleges testi adottságú John Holmesot, továbbá Mike Rangert, Paul Thomast, és Jamie Gillist jelölte meg. A nők közül Veronica Hartot, Aunt Peget, Kay Parkert és Candida Royalle-t kedvelte leginkább.
Jamie Gillis színész–filmrendező, aki számos jelenetben szerepelt együtt Sekával, úgy nyilatkozott róla, hogy ő a „fehér prolik királynője” („white trash queen.)”

### Testi adatai (aktív éveiben)
Testmagassága: 177 cm (5 láb 9+3/4 "). Testsúlya 54 kg (118 font). Testméretei: 86D-61-86 cm (34D-24-34 ") Szeme barna, haja eredetileg barna, filmjeiben platinaszőke (festett). Külső megjelenése ír és indián felmenőkre utal.

## Filmjei (kivonatos lista)
| - Teenage Desires, 1978. (felvételek 1974-ből) - Blonde Fire, 1978. (John Holmes partnereként) - Dracula Sucks, 1978. (más címen Lust at First Bite) - Olympic Fever, 1979. - Heavenly Desire, 1979. - Seka for Christmas, 1979. - Rocking With Seka, 1980. (más címen Seka's Cruise) - Carnal Highways, 1980. - Seduction of Cindy, 1980. (Veronica Hart partnereként) - Ultra Flesh, 1980. | - Prisoner of Paradise, 1980. - Lust Vegas Joyride, 1980. - Inside Seka, 1980. (rendezőként) - Swedish Erotica Vol. 31, 1981. (John Holmes partnereként) - Exhausted: John C. Holmes, the Real Story, 1981. - Tara Tara Tara Tara, 1981. - Beauty and the Beast, 1982. - Wine Me, Dine Me, 69 Me, 1983. - Sweet Alice, 1983. - Oriental Temptations, 1984. | - Blond Heat, 1985. (John Leslie partnereként) - Classic Swedish Erotica 3, 1986. (videófilm) - Careful, He May Be Watching, 1986/1987. - Men Don’t Leave, 1990. - American Garter, 1993. - On White Satin, 1995. - Prisoner of Paradise, 1995. - Desperately Seeking Seka, 2002. - Adventures of Supercock, 2005. |